# Датско-иранские отношения
Датско-иранские отношения — двусторонние дипломатические отношения между Данией и Ираном. Государства являются членами Организации Объединённых Наций.

## История
В 1691 году первый персидский посланник прибыл в Данию, чтобы договориться об освобождении принадлежащего Ирану груза бенгальского корабля, захваченного датским флотом. Иранский дипломат получил дипломатические полномочия от шахиншаха Солеймана Сефи и начал переговоры с королем Дании Кристианом V.
В 1933 году в Тегеране было открыто датское консульство, которое позже преобразовали в посольство.
В том же 1933 году, началось техническое сотрудничество после прибытия в Иран датских инженеров. В том же году был подписан контракт с датской инженерной фирмой Kampsax на строительство трансиранской железнодорожной линии. Пять лет спустя, 25 августа 1938 года, состоялось открытие железнодорожной линии Север-Юг. 
В 1958 году Иран открыл посольство в Копенгагене. В частности, дипломатическая миссия в Копенгагене была открыта 19 февраля 1959 года, а Али Асгар Насе был назначен послом Ирана. В 1963 году король Дании Фредерик IX совершил государственный визит в Иран. До середины 1970-х годов посольство Дании в Тегеране было одним из двух датских представительств на Ближнем Востоке.
В период с 2001 по 2009 год стремление либерального и консервативного правительства к дальнейшему развитию отношений с США и Израилем отодвинуло на второй план связи Дании с Ираном.
Датское председательство в ЕС в 2002 году временно предоставило возможность для некоторых политических консультаций и визитов датских официальных лиц в Иран. Однако тенденция к относительно нормальным отношениям была остановлена кризисом карикатур в 2005 году. В 2006 году в результате полемики вокруг карикатур на пророка Мухаммеда посольство Дании в Иране подверглось нападению со стороны протестующих, таким образом ухудшилось политическое и экономическое взаимодействие между двумя странами. В 2006 году посол Ирана вернулся в Данию, и посольство Дании в Тегеране вновь открылось.
После нескольких месяцев напряженности визит постоянного секретаря Министерства иностранных дел Дании в Тегеран в апреле 2007 года и визит министра иностранных дел Ирана в Копенгаген в мае 2007 года ознаменовали новый этап в отношениях.
В феврале 2009 года возобновились парламентские визиты, приостановленные на 7 лет, и парламентская делегация, состоящая из некоторых членов Комитета по иностранным делам парламента Дании, включая его тогдашнего председателя Гитте Лилле Лунд Бех и Могенса Люккетофта, тогдашнего спикера датского парламента от правящих социал-демократов, посетила Иран.
После президентских выборов 2009 года в Иране волна негативных публикаций в датских СМИ привела к некоторому охлаждению отношений. Несколько месяцев спустя, одновременно со сменой обоих послов, ситуация изменилась к лучшему, и состоялся ряд взаимных визитов.
Приглашение президента Ахмадинежада на конференцию ООН по изменению климата (COP15), направленное премьер-министром Дании в 2009 году, предоставило президенту возможность обратиться к собравшимся и встретиться с иранскими эмигрантами, а также исламскими учеными и деятелями. Мэр Тегерана также принял участие во встрече мэров на конференции по климату.
В экономической сфере президент Иранской торгово-промышленной палаты посетил Копенгаген в январе 2010 года по приглашению своего датского коллеги.
Потепление в отношениях продолжилось, и весной 2010 года Дания провела семинар региональных послов в Тегеране. Заместитель министра иностранных дел, находясь в Тегеране для участия в этом семинаре, провел отдельные переговоры со своим иранским коллегой, а также с заместителем секретаря Совета национальной безопасности Ирана. В том же году спецпосланник Дании по Афганистану и Пакистану встретился с иранскими официальными лицами в Тегеране. Визит парламентской делегации в Копенгаген во главе с председателем Комитета национальной безопасности и внешней политики парламента Ирана был одним из важных двусторонних контактов в 2010 году.
Позитивная атмосфера, сложившаяся после президентских выборов 2013 года в Иране и прогресс, достигнутый на ядерных переговорах, создали лучшие возможности для укрепления отношений между двумя странами. В декабре 2013 года политический директор Министерства иностранных дел возглавил делегацию в Тегеран. В 2014 году Иран и Дания отметили 80-летие своих отношений.
7 сентября 2014 года министр иностранных дел Дании Мартин Лидегор был принят президентом Роухани в Мешхеде. Находясь в городе, он также посетил святыню Имама Резы. В Тегеране он продолжил переговоры с аятоллой Хашеми Рафсанджани, главой Совета по целесообразности, министром иностранных дел Ирана, председателем Комитета национальной безопасности и внешней политики парламента Ирана и секретарем Совета национальной безопасности Ирана. Это был первый визит датского министра иностранных дел в Иран за 10 лет.
Визиты в Данию главы Организации государственного контроля Ирана, президента Иранской торгово-промышленной палаты в 2014 году, а также делегации Комитета по регламенту парламента Ирана и заместителя министра иностранных дел по европейским и американским делам в 2015 году, равно как и визит в Иран парламентского омбудсмена Дании, ознаменовали расширение отношений в различных областях.
4 января 2016 года министр иностранных дел Кристиан Йенсен прибыл в Тегеран с двухдневным визитом во главе экономической и политической делегации. В состав большой датской делегации вошли представители 58 крупных датских компаний. Г-н Йенсен провел ряд переговоров с иранскими официальными лицами, включая президента, главу Совета по целесообразности, спикера парламента Ирана (Меджлиса), а также министра иностранных дел. Переговоры были сосредоточены на двусторонних и международных вопросах, представляющих взаимный интерес, и региональных конфликтах. На семинаре под названием «Ирано-датский экономический форум», организованном Иранской торговой палатой в рамках этого визита, представители иранских и датских компаний изучили возможные области двустороннего сотрудничества.
Иран и Дания провели второй и третий раунды технического диалога по правам человека в Тегеране и Копенгагене соответственно в сентябре 2015 года и феврале 2016 года. Переговоры возглавляли глава отдела международных дел Высшего совета по правам человека судебной власти Исламской Республики Иран и директор по международным делам Датского института по правам человека. В конце 3-го раунда диалога в Копенгагене сторонами был подписан Меморандум о взаимопонимании по двустороннему сотрудничеству.
Г-н Гашгави, заместитель министра иностранных дел по консульским, парламентским и иранским делам, посетил Копенгаген 2-3 мая 2016 года. В дополнение к двум встречам по консульским вопросам г-н Гашгави провел встречи с министром иностранных дел Дании, министром иммиграции, интеграции и жилищного строительства, заместителем спикера парламента, высокопоставленными должностными лицами министерств иностранных дел и иммиграции, а также с парламентским омбудсменом.
Делегация комитета по внешней политике во главе с Сёреном Эсперсеном посетила Тегеран, Исфахан и Кашан с 30 октября по 3 ноября 2016 года. Делегация, состоящая из одиннадцати депутатов парламента от всех партий, встретилась с высокопоставленными должностными лицами Исламского консультативного собрания (Меджлиса) и министром иностранных дел, а также обменялась мнениями о ситуации в регионе и расширении парламентского взаимодействия.  Визит в Исфахан и Кашан включал посещение лагеря афганских беженцев, встречу с представителями Армянского халифатского совета и посещение некоторых туристических достопримечательностей Исфахана и Кашана.
Государственный секретарь по иностранным делам г-жа Лоне Денкер Висборг посетила Тегеран в ноябре 2016 года и встретилась с рядом иранских официальных лиц. На встрече с заместителем министра иностранных дел по европейско-американским делам стороны обменялись мнениями по вопросам укрепления двусторонних отношений и расширения сотрудничества в политической, экономической, культурной и парламентской областях. Г-жа Висборг также провела консультации с заместителем министра иностранных дел по арабским и африканским делам, международным советником Верховного лидера и специальным помощником спикера Исламского консультативного собрания по региональным и международным вопросам и кризисам.
Делегация, в которую вошли посол Рене Динесен, заместитель министра по консульским вопросам и общественной дипломатии, и г-н Хенрик Анкерстьерне, заместитель постоянного секретаря Министерства иммиграции, интеграции и жилищного строительства, посетила Тегеран 5 декабря 2016 года. Визит состоялся в рамках совместных консульских консультаций и в ответ на визит в Копенгаген Его Превосходительства г-на Гашгави, заместителя министра иностранных дел по консульским, парламентским и иранским делам, в мае 2016 года.
Следующий раунд совместных консульских консультаций состоялся в Копенгагене 3-4 июля 2017 года. На этой встрече были достигнуты предварительные договоренности по вопросам укрепления консульских отношений и иммиграции.
В 2017 году товарооборот между Ираном и Данией составил около 260 миллионов евро, что на 11,84% больше, чем в 2016 году.  Экспорт Ирана в Данию достиг почти 10 миллионов евро, увеличившись на 37,7% по сравнению с предыдущим годом. Импорт из Дании в Иран составил 250 миллионов евро, показав рост на 11%.  Дания стала 11-м по величине торговым партнером Ирана среди 28 стран-членов Европейского Союза.  В сентябре 2017 года датский Danske Bank подписал с 10 иранскими банками финансовый контракт на 500 миллионов евро.  Датская компания Novo Nordisk инвестирует 78 миллионов долларов в строительство завода по производству инсулина и других препаратов для лечения диабета в Иране.
30 октября 2018 года Датская служба безопасности и разведки объявила о подозрениях, что иранские спецслужбы действуют в Дании и что они планируют убить живущего там лидера Движения арабской борьбы за освобождение Ахваза. В ответ Дания отозвала своего посла в Тегеране.
В ноябре 2018 года в Дании открылось представительство по поддержке иранской рабочей силы. Задача представительства – поиск работы для международных центров найма в Иране, защита прав иранских рабочих за рубежом и решение их юридических проблем. Эти центры находятся под контролем Министерства кооперативов, труда и социального обеспечения Ирана в сотрудничестве с Министерством иностранных дел и управляются частным сектором. В мае бывший министр кооперативов Али Рабиеи посетил Данию и обсудил возможность отправки квалифицированной иранской рабочей силы в эту европейскую страну, а также вопросы, связанные с иранскими иммигрантами и опытом Дании в области повышения занятости в сельской местности и пенсионных фондов.